# Холсбек
Холсбек (на нидерландски: Holsbeek) е селище в Централна Белгия, окръг Льовен на провинция Фламандски Брабант. Населението му е около 9200 души (2006).